# 姥神大神宮

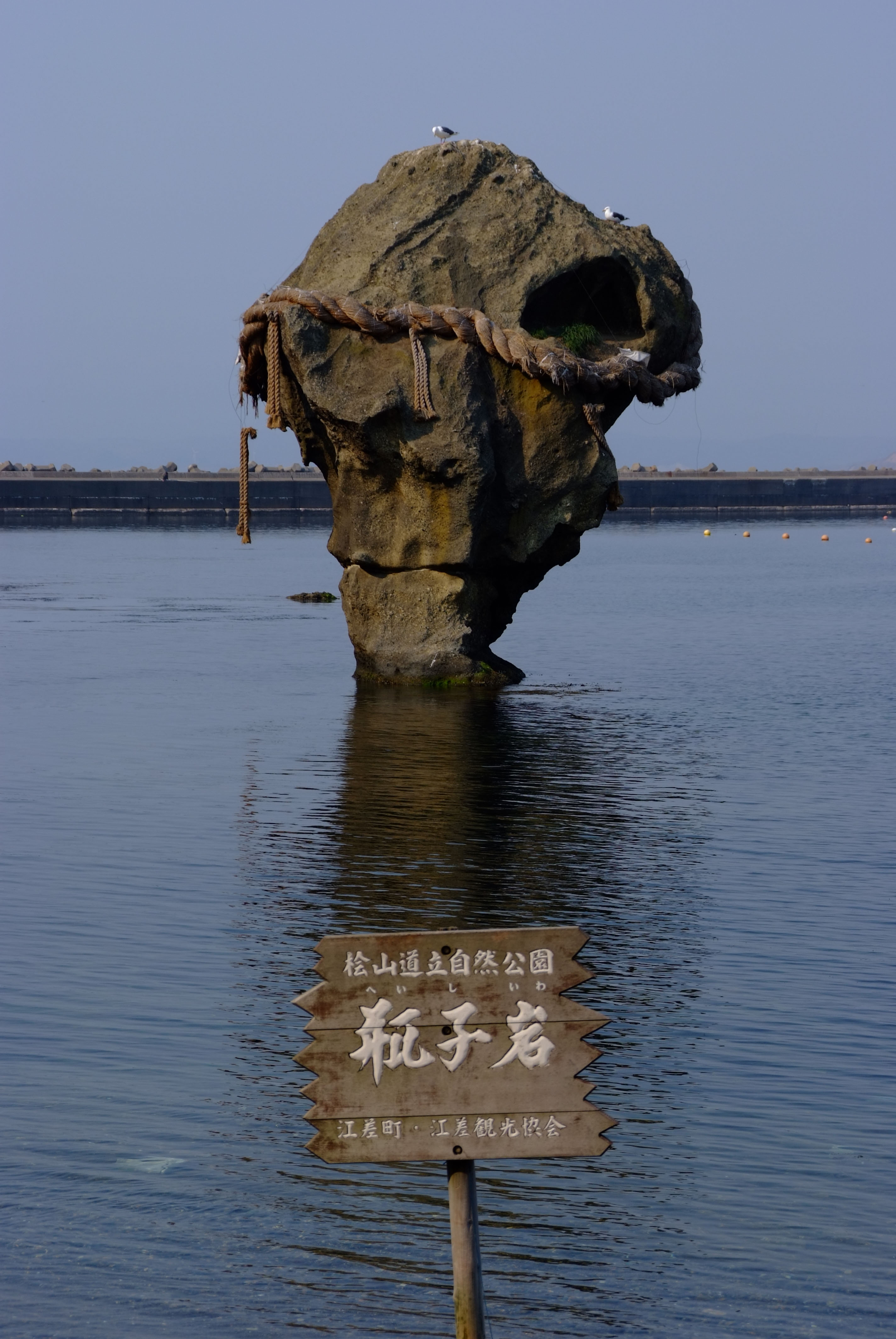
瓶子岩。折居が神から授けられた瓶子が形を変えたものだという。

姥神大神宮（うばがみだいじんぐう）は、北海道檜山郡江差町にある神社である。旧社格は県社。社伝では鎌倉時代の創建と伝える、北海道最古の神社とされる。渡島国の一宮と称されており、姥神大神宮渡御祭にて配られる名刺にその記載がある事からもそれがうかがえる。

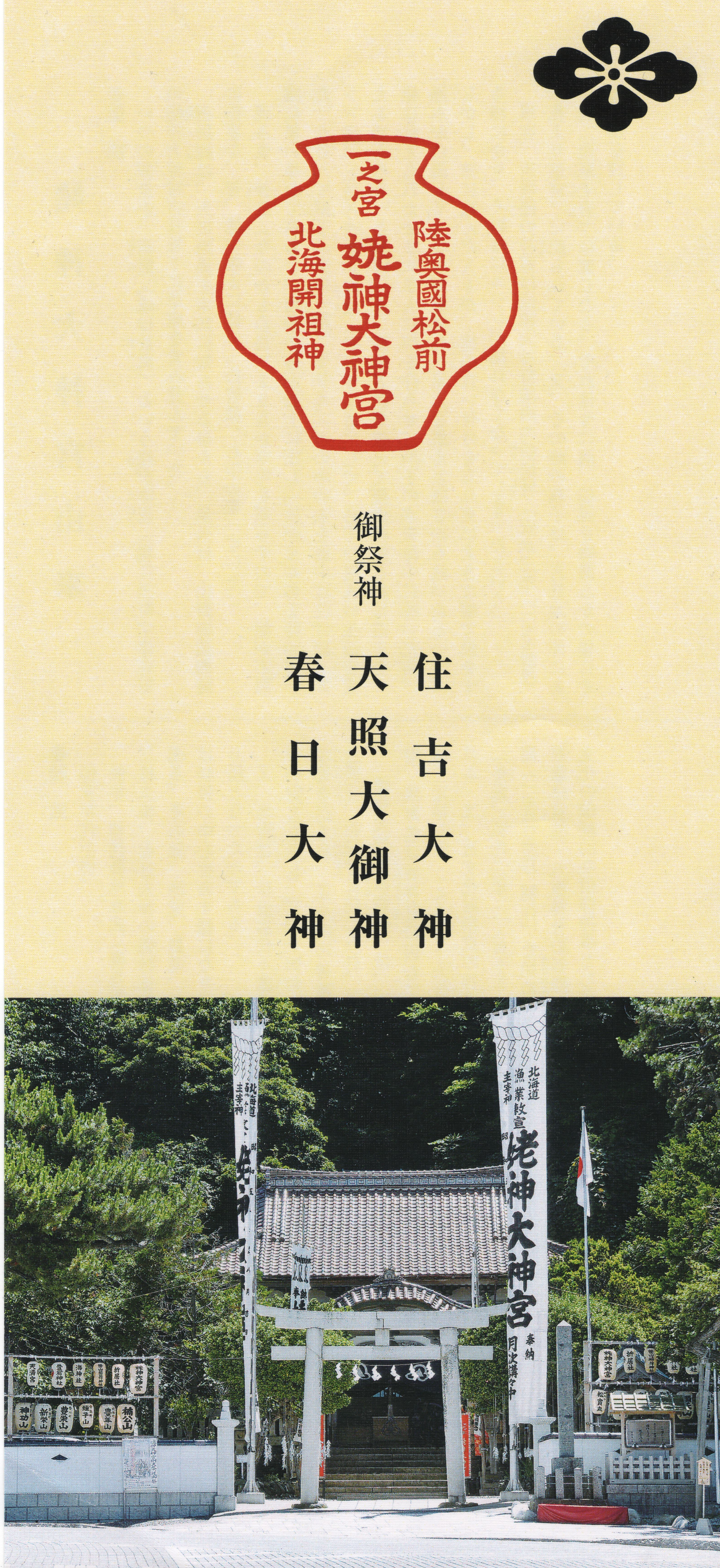
姥神大神宮渡御祭にて配布される姥神大神宮名刺（表面）

## 祭神
天照皇大御神・天児屋根神・住吉大神を祀る。

## 歴史
社伝によれば、建保4年（1216年）、江差の海辺・津花町に創建されたと伝える。
そのころ、津花の浜に「折居様」と呼ばれる老姥が庵を結んでいた。彼女には予知能力があり、天気や病気の流行を予言しては周囲に伝えるので、村の衆から何かと大事にされていた。さて、ある年の春先のこと。折居は神島（かむいしり）から光が発せられているのを見て驚き、光の源を訪ねて島に渡った。島には老翁がおり、「この中の水を海に撒くと、鰊という魚が群れになってやって来る」と、彼女に瓶子を授けた。その瓶子を持ち帰り、中の水を海に撒いたところ、話にたがわず鰊の大群が押し寄せ、村は豊漁に沸き立った。
ところが、村人が礼をしようと折居を訪ねたところ、彼女はいつのまにか姿を消していた。そこで、庵に残されていた神像を「姥神」として祀ったのが当社の始まりという。
正保元年（1644年）に現在地に遷座した。当地を治めた松前藩主松前氏からも崇敬を受け、9代藩主の道広は「降福孔夷」（福を降ろすことは孔だ夷なり）の扁額を奉納した。
やがて江戸時代中期になると、北海道近海にロシア船が姿を現すようになった。寛政11年（1799年）、幕府の命で蝦夷地を巡視していた最上徳内は、扁額の「孔夷」を「紅夷」（ロシア人のこと）と読み誤り、その報告を受けた幕府は、ロシア人と密通していたのではないかとの疑いをかけ、松前藩は取り潰しの危機となった。後の調査で、崩し文字のため「孔」が「紅」に見えてしまったということが判明し、藩の取り潰しは回避された。しかし、道広は扁額を現在の「降民殿」に取り替えた。文化14年、朝廷から正一位の神階が授けられた。
毎年、8月9日、10日、11日に姥神大神宮渡御祭が開催され、全国から観光客が集まる。

### アイヌ起源説
神社の起源がアイヌ時代の伝承が基になっているという説がある。
江差に住んでいたアイヌの老夫婦が食べるものがなく困っていると、神のお告げがあった。これに従って舟楫で海をかき回すと、白波が盛り上がってニシンの群来を得た。老翁を祀ったのが鴎島（神威尻）の恵比須堂で、老婆を祀ったのが姥神大神宮であるとする。

### 折居社
現在の姥神大神宮境内にある折居社は、後に姥神を祀ったものであるというが、江差町津花町には元々の折居社があったと伝わる場所も残されていて、鳥居が立てられた境内には、囲われた「折居さんの井戸」が残され、津花町と姥神町の町内会の有志によってその場所が現在も守られている。また、姥神大神宮渡御祭において、山車関係者の参拝や切り声の奉納なども行われる事がある。

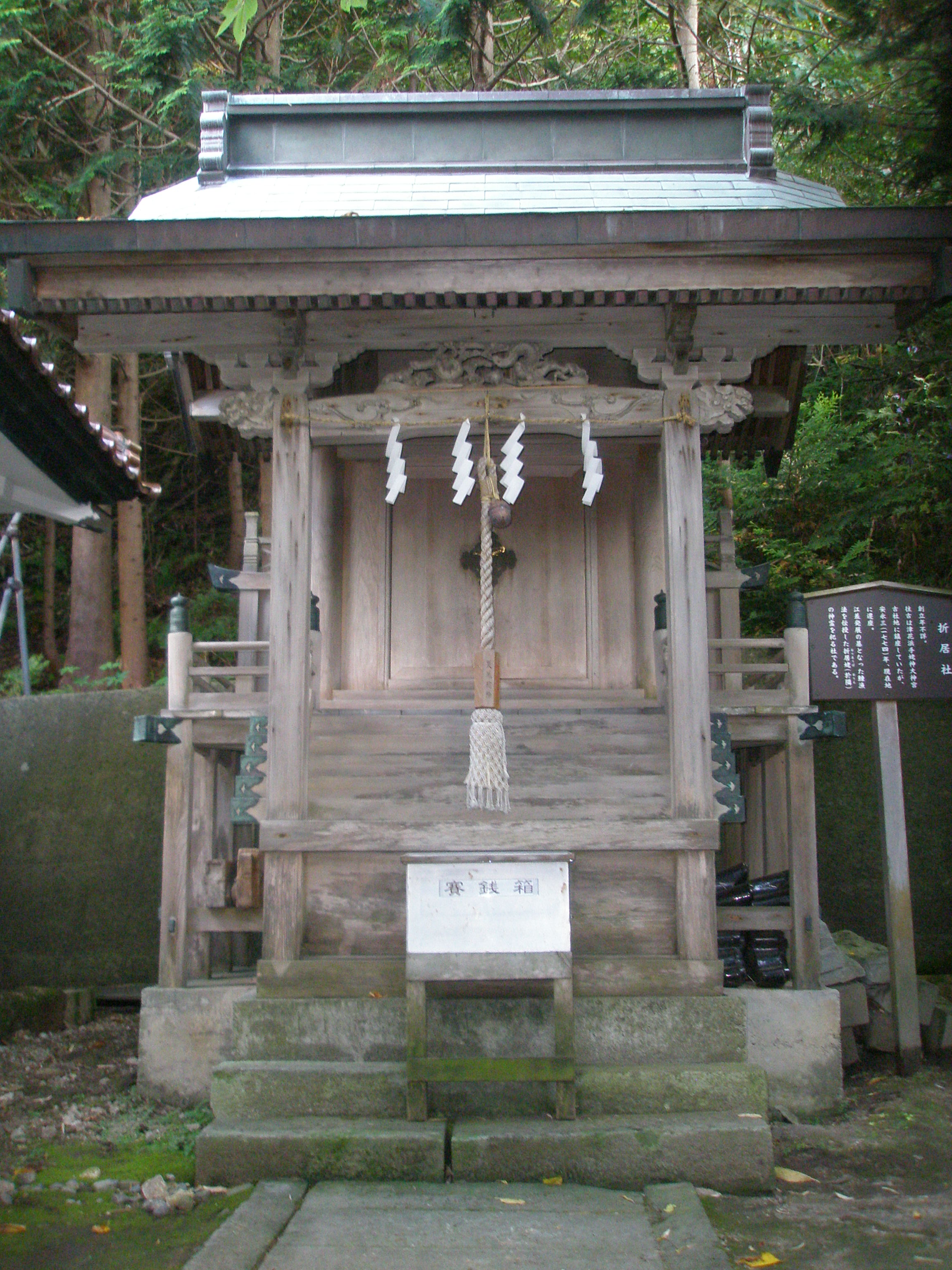
現在の折居社（姥神大神宮境内）
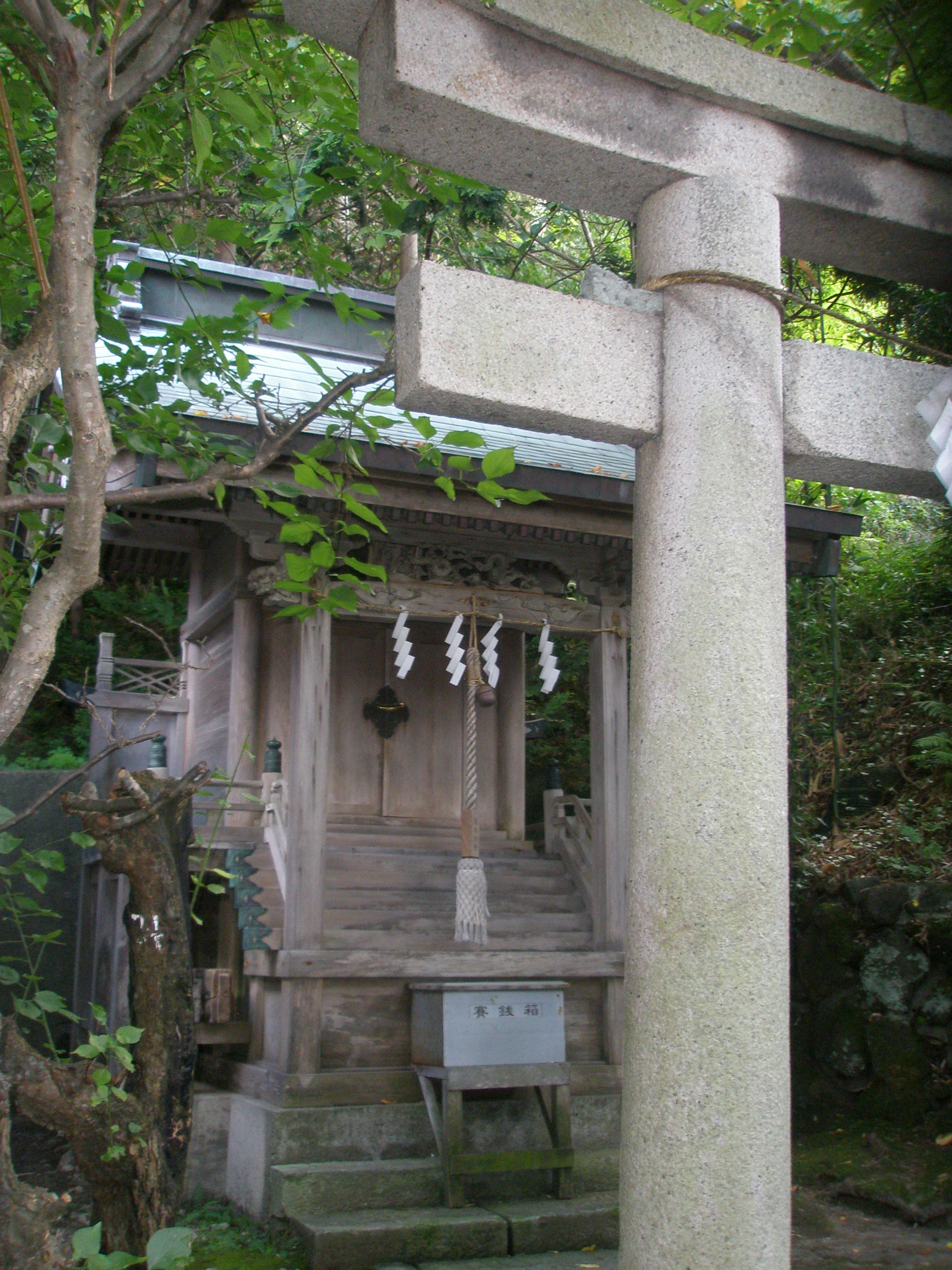
現在の折居社を鳥居の外から見る
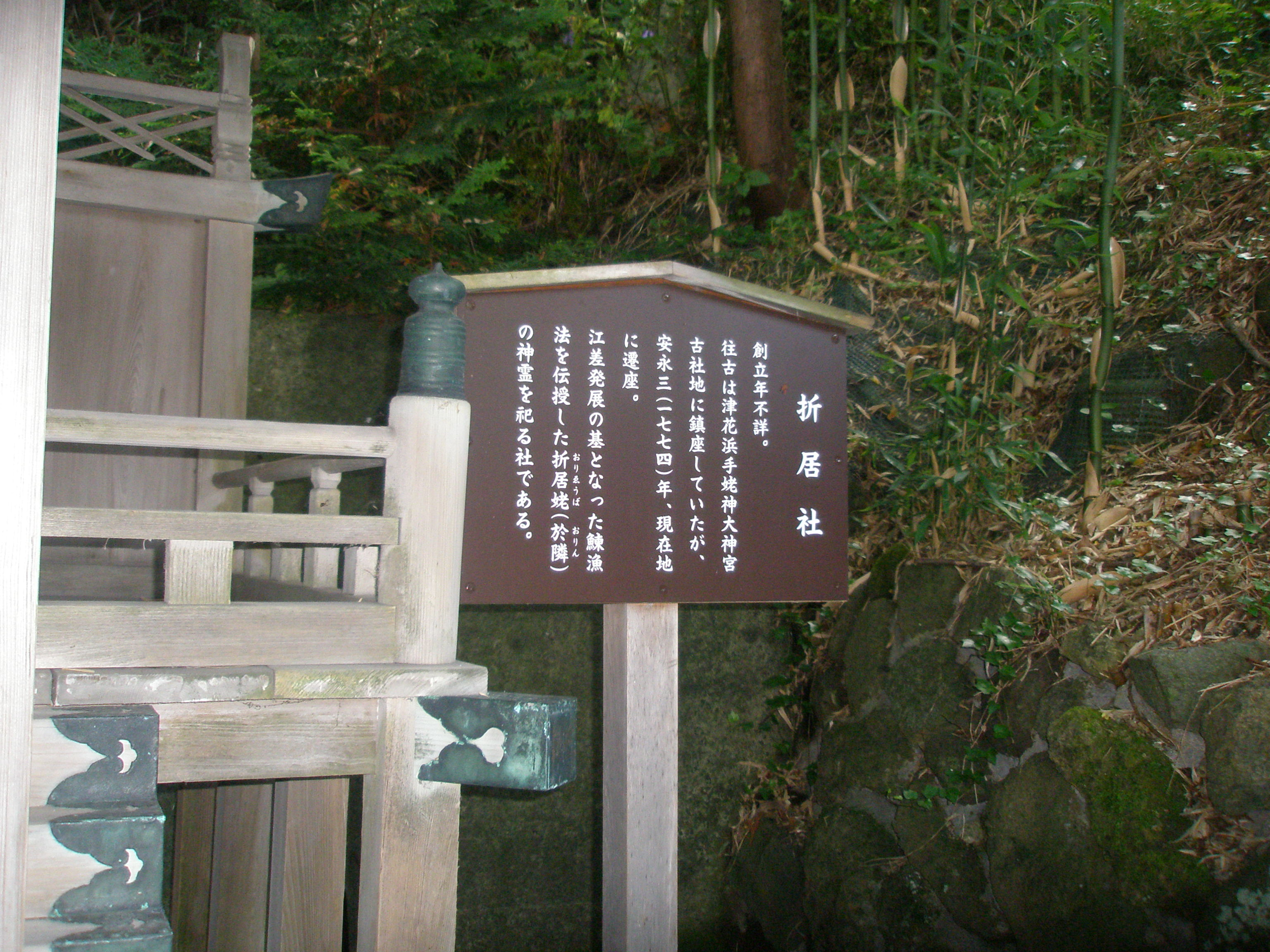
現在の折居社・由来の説明看板
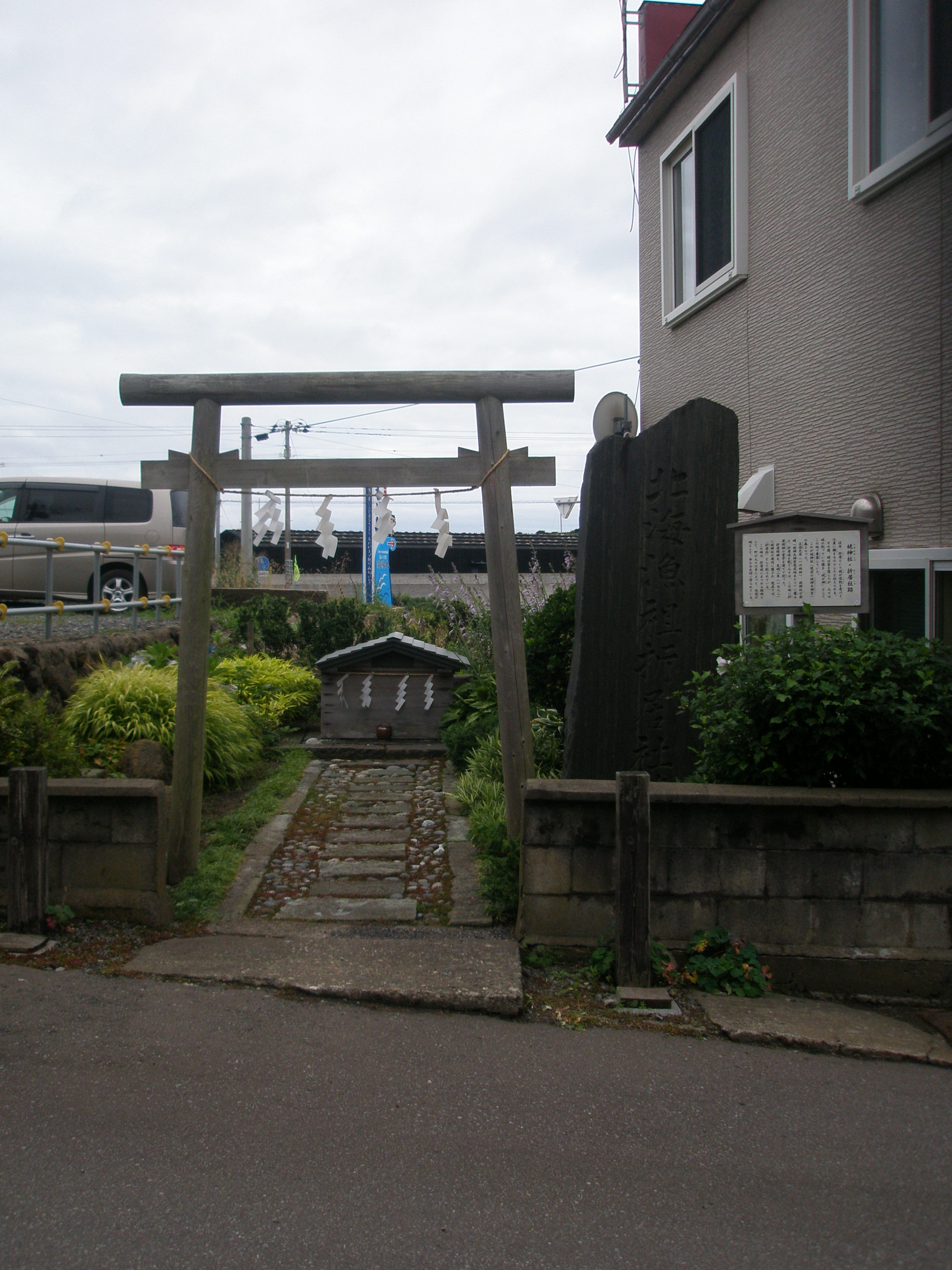
折居社跡（津花町）・全景
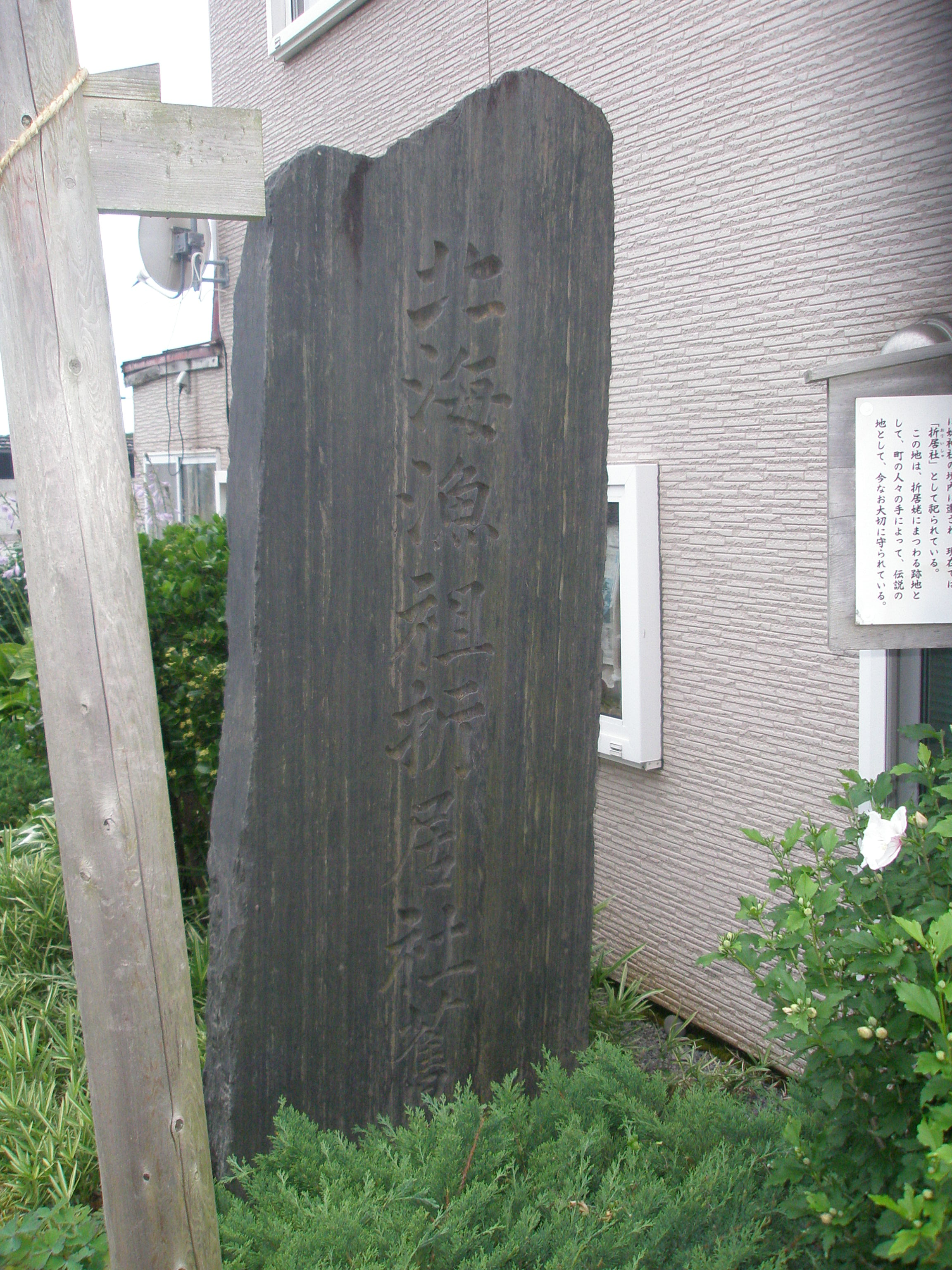
折居社跡・石碑（「北海漁祖折居社舊（旧）蹟」と刻まれている）
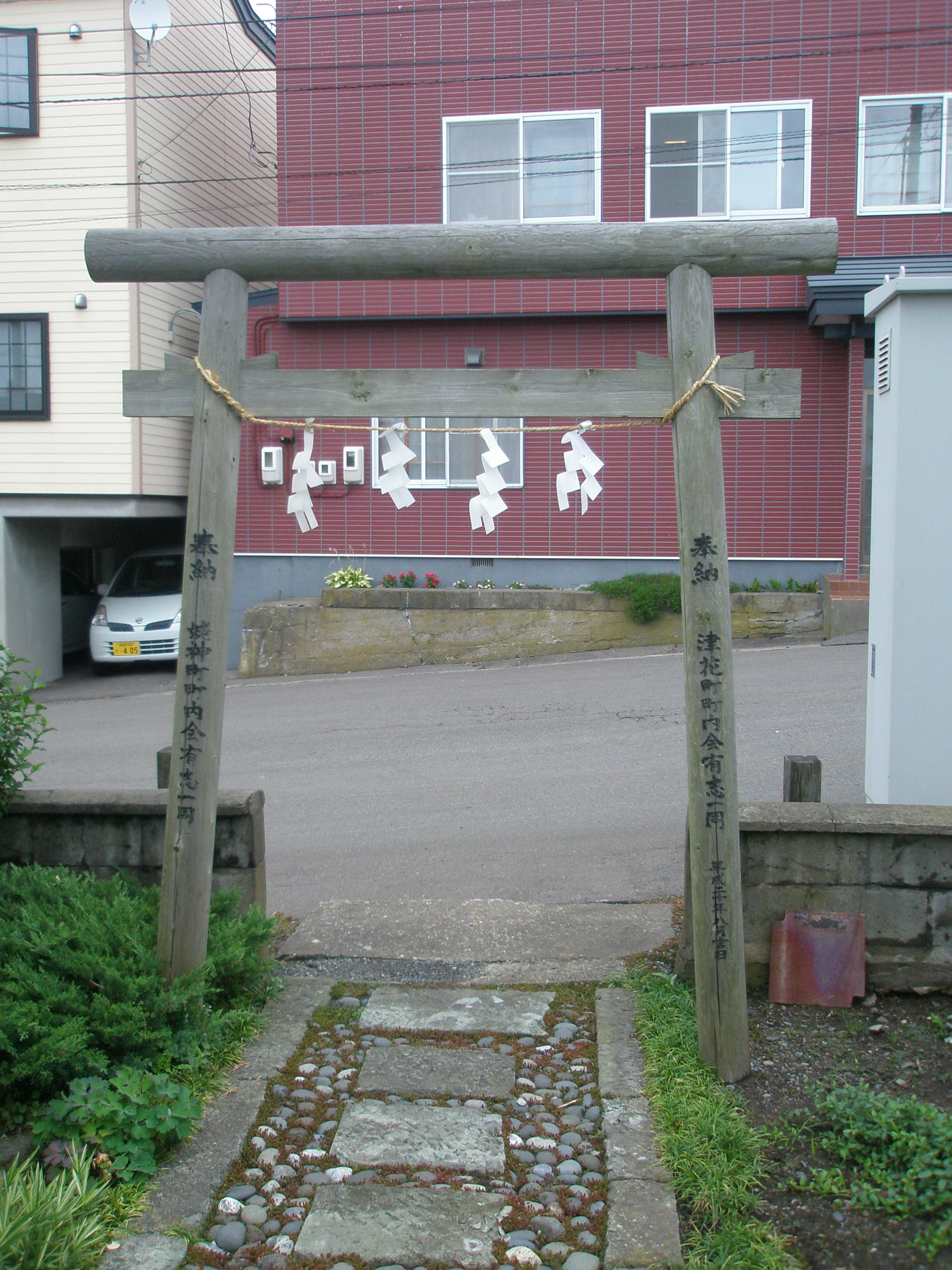
折居社跡・鳥居を境内側から見る
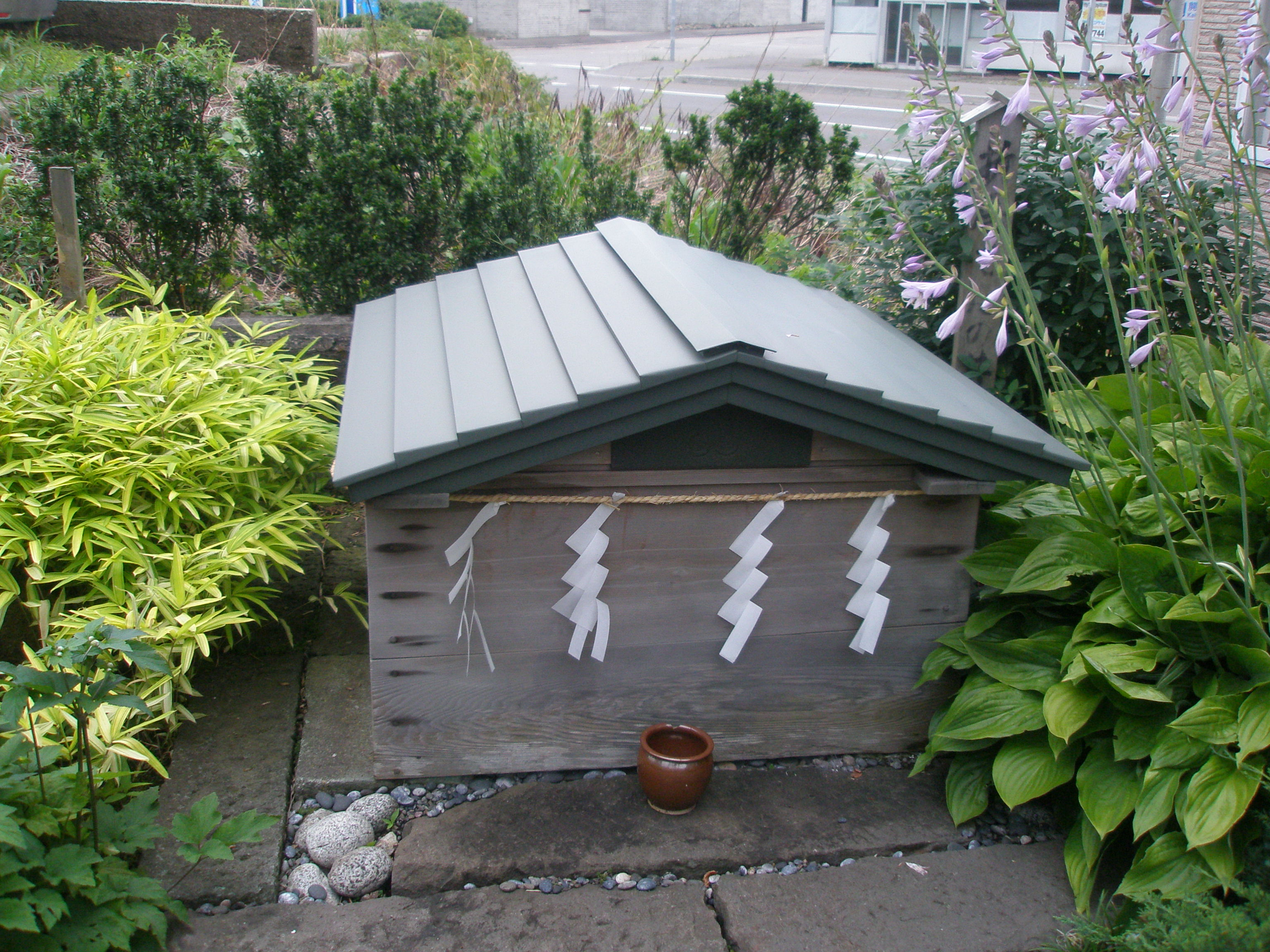
折居社跡・折居さんの井戸
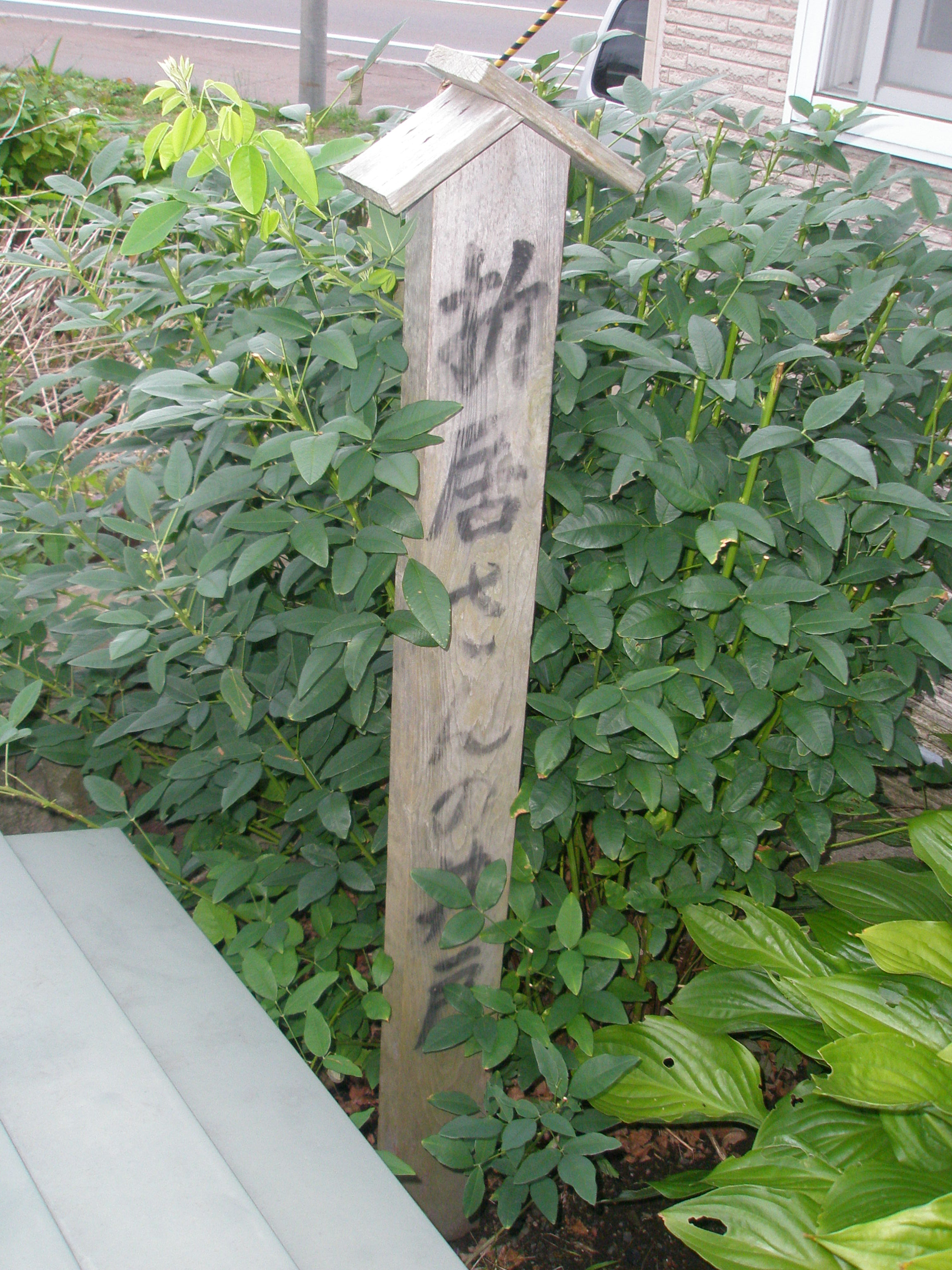
折居社跡・折居さんの井戸標柱

## 交通
- 函館バス姥神町フェリー前下車